# Better Off Dead
Better Off Dead es el cuarto álbum de la banda alemana de thrash metal, Sodom. La canción "The Saw Is the Law" en una versión modificada, que fue lanzado en el EP The Saw Is the Law.

## Lista de canciones
- 1. «An Eye for an Eye» – 4:25
- 2. «Shellfire Defense» – 4:23
- 3. «The Saw Is the Law» – 4:11
- 4. «Turn Your Head Around» – 3:23 (Tank cover)
- 5. «Capture the Flag» – 6:08
- 6. «Cold Sweat» – 3:10 (Thin Lizzy cover)
- 7. «Bloodtrails» – 4:45
- 8. «Never Healing Wound» – 2:26
- 9. «Better Off Dead» – 3:44
- 10. «Resurrection» – 4:50
- 11. «Tarred and Feathered» – 3:02
- 12. «Stalinorgel» – 4:41

## Datos adicionales
- «Resurrectión», está dedicado al padre de Angelripper.
- Los pasajes se habla en el principio de «An Eye for an Eye» es tomado de la película del 1989, The Punisher, protagonizada por Dolph Lundgren.

## Créditos
- Tom Angelripper - Voz, bajo
- Michael Hoffman - Guitarra
- Chris Witchhunter - Batería

- Datos: Q543571